# Linden (Guyana)
Pour les articles homonymes, voir Linden.
Linden est la deuxième ville du Guyana après Georgetown avec près de 60 000 habitants. C'est la capitale Haut-Demerara-Berbice et elle se situe sur le fleuve Demerara.

## Géographie
Linden est située dans la région Haut-Demerara-Berbice.

## Histoire
En 1970, plusieurs villages — Wismar, MacKenzie et Christianburg — s'assemblent et forment la ville de Linden.